# Ugny-l'Équipée
Ugny-l'Équipée és un municipi francès situat al departament del Somme i a la regió dels Alts de França. L'any 2007 tenia 42 habitants.

## Demografia

### Població
El 2007 la població de fet d'Ugny-l'Équipée era de 42 persones. Hi havia 16 famílies de les quals 4 eren unipersonals (4 dones vivint soles i 4 dones vivint soles), 4 parelles sense fills i 8 parelles amb fills.
La població ha evolucionat segons el següent gràfic:
Habitants censats

### Habitatges

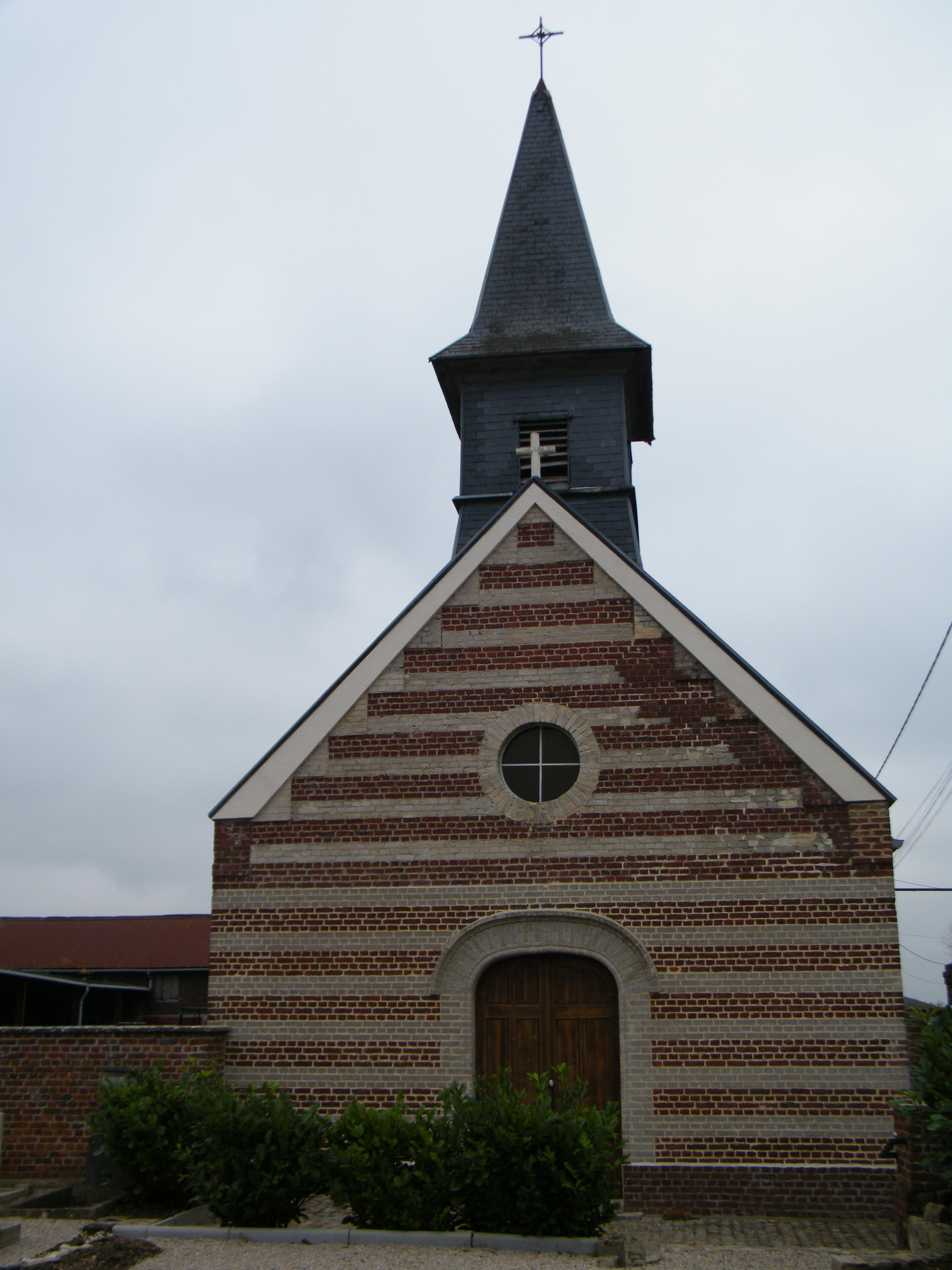
església

El 2007 hi havia 19 habitatges, 15 eren l'habitatge principal de la família, 2 eren segones residències i 2 estaven desocupats. Tots els 19 habitatges eren cases. Dels 15 habitatges principals, 14 estaven ocupats pels seus propietaris i 1 estava llogat i ocupat pels llogaters; 5 tenien quatre cambres i 11 en tenien cinc o més. 12 habitatges disposaven pel capbaix d'una plaça de pàrquing. A 9 habitatges hi havia un automòbil i a 7 n'hi havia dos o més.

### Piràmide de població

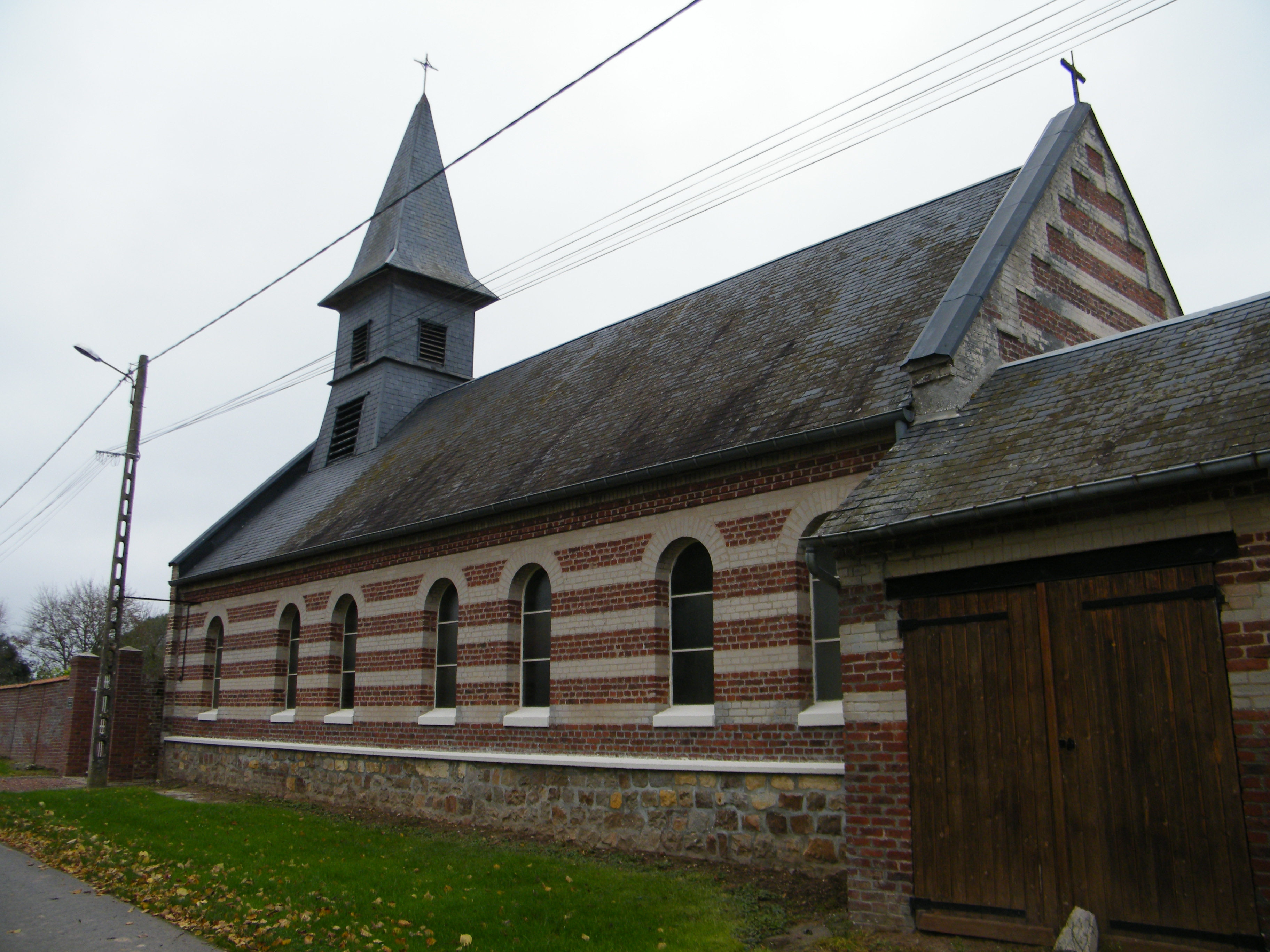

La piràmide de població per edats i sexe el 2009 era:
| Homes | Edats   | Dones |
| ----- | ------- | ----- |
| 0     | 95 o +  | 0     |
| 0     | 90 a 94 | 0     |
| 0     | 85 a 89 | 0     |
| 0     | 80 a 84 | 0     |
| 0     | 75 a 79 | 0     |
| 4     | 70 a 74 | 0     |
| 0     | 65 a 69 | 4     |
| 0     | 60 a 64 | 0     |
| 4     | 55 a 59 | 4     |
| 0     | 50 a 54 | 0     |
| 0     | 45 a 49 | 0     |
| 4     | 40 a 44 | 0     |
| 0     | 35 a 39 | 4     |
| 8     | 30 a 34 | 4     |
| 0     | 25 a 29 | 0     |
| 0     | 20 a 24 | 0     |
| 4     | 15 a 19 | 8     |
| 4     | 10 a 14 | 0     |
| 0     | 5 a 9   | 0     |
| 4     | 0 a 4   | 0     |

## Economia

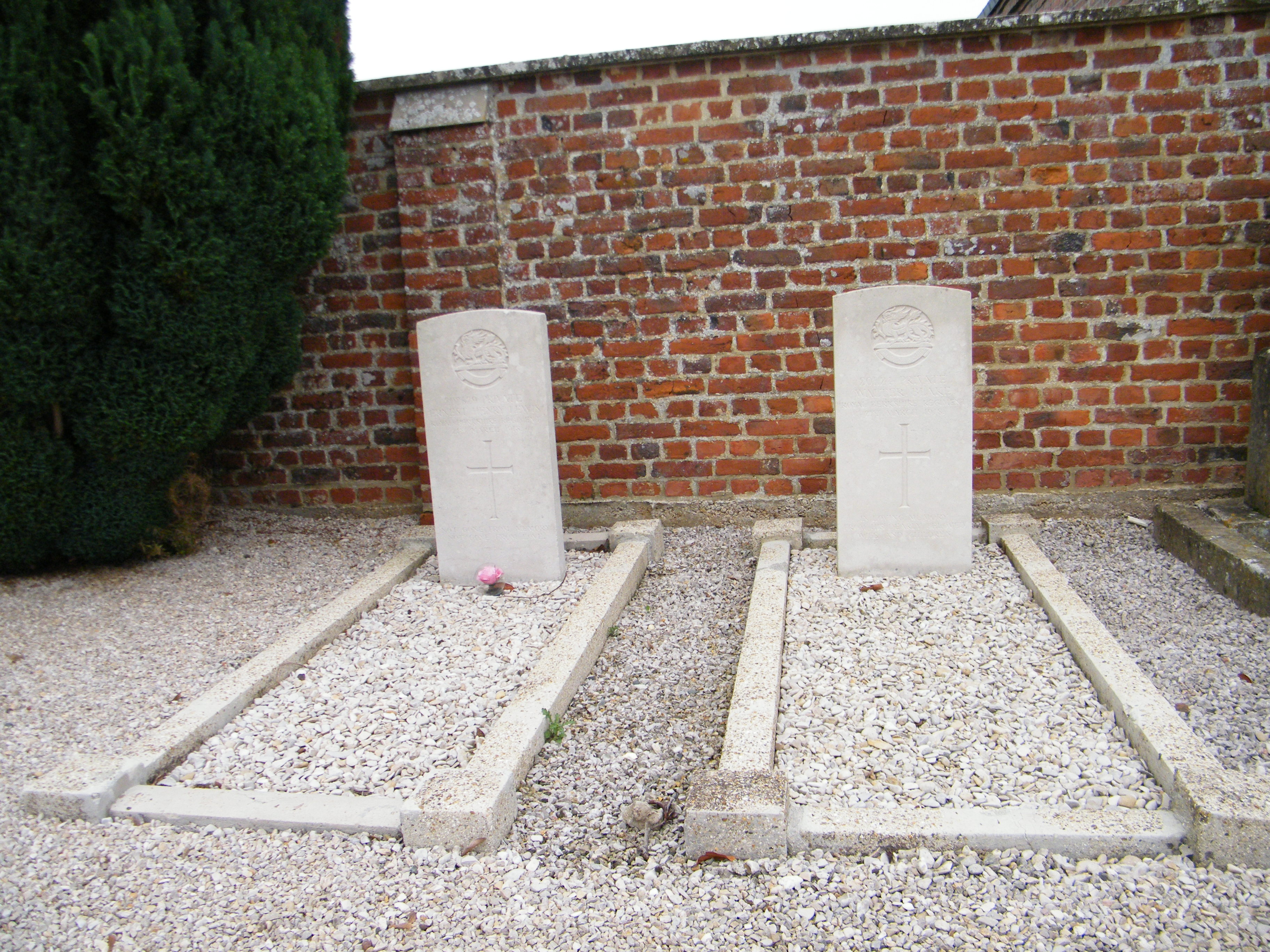

El 2007 la població en edat de treballar era de 33 persones, 23 eren actives i 10 eren inactives. De les 23 persones actives 19 estaven ocupades (13 homes i 6 dones) i 4 estaven aturades (3 homes i 1 dona). De les 10 persones inactives 1 estava jubilada, 5 estaven estudiant i 4 estaven classificades com a «altres inactius».
Activitats econòmiques
L'únic establiment que hi havia el 2007 era d'una entitat de l'administració pública.
L'any 2000 a Ugny-l'Équipée hi havia 3 explotacions agrícoles que ocupaven un total de 129 hectàrees.

## Poblacions més properes
El següent diagrama mostra les poblacions més properes.